# ヒト上科

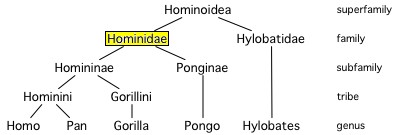
ヒト上科の系統樹

ヒト上科（ヒトじょうか、Hominoidea）は、ヒトの仲間（人類）と類人猿をくくる霊長目の分類群。現生群ではヒト科（ヒト、チンパンジー、ゴリラ、オランウータンが含まれる）とテナガザル科で構成される。

## 形態
テナガザル（小型類人猿）を含めた現生種では、尾は失われている。
5種のヒト上科（テナガザル、オランウータン、チンパンジー、ゴリラ、ヒト）の肝臓から尿酸オキシダーゼ活性は検出されなかったが、ヒト上科以外の旧世界のサルと新世界のサルでは尿酸オキシダーゼ活性が検出された。ヒト上科の共通の祖先が旧世界のサルから分枝した際に、尿酸オキシダーゼ活性が消失したものと推定される。尿酸オキシダーゼ活性の消失の意味付けは、尿酸が直鼻猿で合成能が失われたビタミンCの抗酸化物質としての部分的な代用となるためである。しかし、ヒトを含むヒト上科では、尿酸オキシダーゼ活性の消失により難溶性物質である尿酸をより無害なアラントインに分解できなくなり、尿酸が体内に蓄積すると結晶化して関節に析出すると痛風発作を誘発することとなる。

## 分類
オナガザル上科とは3600 - 2700万年前または3800 - 2500万年前に分岐したと推定されている。
従来は人類と大型類人猿を科レベル（ヒトニザル科、オランウータン科Pongidae）で分けていたが、DNAによる分子系統解析等の知見により類人猿は側系統であることが判明し、現在ではヒト科に大型類人猿も含めることが一般的である。

### ヒト上科の新しい分類例
化石属の科分類にはいくつか異学説があるが、ここでは山田ほか (2022) に従ってプロコンスル科を含めた。現生属については「日本モンキーセンター 霊長類和名リスト 2024年7月版」に従う。
- †プロコンスル科 Proconsulidae
  - †プロコンスル亜科 Proconsulinae
    - †プロコンスル属 Proconsul
    - †エケンボ属 Ekembo

  - †アフロピテクス亜科 Afropithecinae
    - †アフロピテクス属 Afropithecus turkanensis （1400万年前、ケニア）
    - †モロトピテクス属 Morotopithecus
    - †ナチョラピテクス属 Nacholapithecus
- テナガザル科 Hylobatidae
  - フーロックテナガザル属 Hoolock
  - テナガザル属 Hylobates
  - クロテナガザル属 Nomascus
  - フクロテナガザル属 Symphalangus
- ヒト科 Hominidae
  - オランウータン亜科 Ponginae
    - †Sivapithecini族
      - †シヴァピテクス属 Sivapithecus （中〜鮮新世、インド）
      - †ギガントピテクス属 Gigantopithecus （更新世、中国/絶滅）

    - Pongini族
      - †コラートピテクス属 Khoratpithecus
      - オランウータン属 Pongo

  - †ドリオピテクス亜科 Dryopithecinae
    - †アノイアピテクス属 Anoiapithecus
    - †ドリオピテクス属 Dryopithecus （中新世、ケニア）
    - †ウーラノピテクス属 Ouranopithecus

  - 所属不明
    - †ナカリピテクス属 Nakalipithecus

  - ヒト亜科 Homininae
    - ゴリラ族 Gorillini
      - ゴリラ属 Gorilla

    - チンパンジー族 Panini
      - チンパンジー属 Pan

    - ヒト族 Hominini
      - †サヘラントロプス属 †Sahelanthropus
      - †オロリン属 Orrorin
      - †アルディピテクス属 Ardipithecus
      - †ケニヤントロプス属 Kenyanthropus
      - †アウストラロピテクス属 Australopithecus（華奢型）
      - †パラントロプス属 Paranthropus （頑丈型）
      - ヒト属 Homo
- この分類の場合、ヒト族が人類となる[9]。また、ヒト上科のうち人類を除く霊長類は類人猿とよばれる[2]。

### ヒト上科の従来の分類
- テナガザル科 Hylobatidae
  - テナガザル
- オランウータン科
  - チンパンジー
  - ゴリラ
  - オランウータン
- ヒト科
  - ヒト